# Charles Dibdin
Pour les articles homonymes, voir Dibdin.
Charles Dibdin (4 mars? 1745 à Southampton - 25 juillet 1814), auteur et écrivain anglais.
Il créa à Londres, dans le Leicester Square, le Surrey Theatre où il était à la fois auteur, compositeur et acteur. Ce théâtre acquit une vogue immense, grâce à la gaieté de Dibdin et à l'à-propos de ses chansons contre la France, qui lui valurent même une subvention de la part de Pitt. À la mort de ce ministre, Dibdin, ne pouvant couvrir ses frais, ferma son théâtre. 
Ses pièces sont dès la fin du XIXe siècle oubliées, ainsi que plusieurs romans qu'il avait composés. 
Il a écrit une Histoire du théâtre anglais, 1793.

## Source
Cet article comprend des extraits du Dictionnaire Bouillet. Il est possible de supprimer cette indication, si le texte reflète le savoir actuel sur ce thème, si les sources sont citées, s'il satisfait aux exigences linguistiques actuelles et s'il ne contient pas de propos qui vont à l'encontre des règles de neutralité de Wikipédia.